# Ascher See
Ascher See är en sjö i Österrike.   Den ligger i förbundslandet Tyrolen, i den centrala delen av landet, 300 kilometer sydväst om huvudstaden Wien. Ascher See ligger 2 540 meter över havet.